# 4 Водолея
4 Водолея (лат. 4 Aquarii, HD 198571) — кратная звезда в созвездии Водолея на расстоянии (вычисленном из значения параллакса) приблизительно 198 световых лет (около 61 парсека) от Солнца. Видимая звёздная величина звезды — +5,99m. Возраст звезды оценивается как около 1,6 млрд лет.

## Характеристики
Первый компонент — жёлто-белая звезда спектрального класса F6V, или F5(V), или F7IV. Масса — около 1,618 солнечной, радиус — около 2,88 солнечных, светимость — около 11 солнечных. Эффективная температура — около 6440 К.
Второй компонент — жёлто-белая звезда спектрального класса F6:V:. Масса — около 1,331 солнечной. Орбитальный период — около 200,7 лет. Удалён на 60 а.е.
Третий компонент удалён на 68,7 угловых секунд.
Четвёртый компонент удалён на 131,3 угловых секунды.